# ドヌス (ローマ教皇)
ドヌス（Donus、? - 678年4月11日）は、第78代ローマ教皇（在位：676年11月2日 - 678年4月11日）。
キリスト単意論をめぐる論争が長引く中、コンスタンディヌーポリ総主教テオドロスがドヌスに書簡を送り、一致を呼びかけたが効果は得られなかった。678年、東ローマ皇帝コンスタンティノス4世がドヌスに書簡を送り、将来の公会議の準備として神学的な協議会を開くため、代表者を派遣することを要請した。しかし、この時、すでにドヌスは死去しており、これは実現されなかった。
また、ローマにあったネストリウス派の修道院を解散させたこと、いくつかの教会を修復して装飾を施したことが知られる。